# Gave de Lutour
Le gave de Lutour est un torrent pyrénéen français, précurseur ou affluent droit du gave de Cauterets, dans les Hautes-Pyrénées. Il draine la vallée de Lutour.

## Hydronymie
« Le terme « gave » désigne un cours d'eau dans les Pyrénées occidentales. Il s'agit d'un hydronyme préceltique désignant de manière générale un cours d'eau. Ce nom de gave est utilisé comme nom commun et a une très grande vitalité, presque envahissante, puisque certains cours d'eau pyrénéens ont perdu, depuis un siècle, leur nom local pour devenir « le gave de... » ».

## Géographie

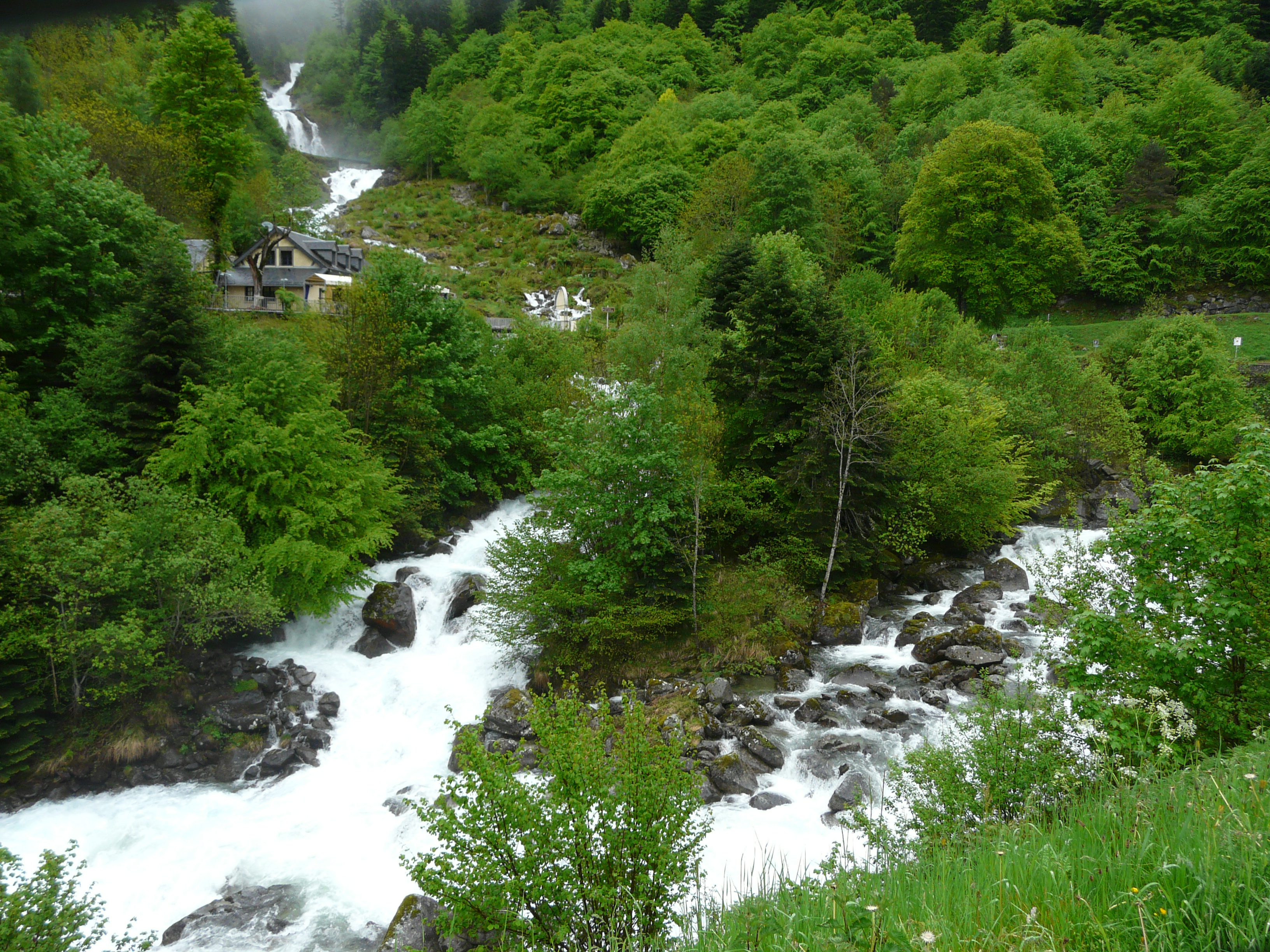
La réunion du gave de Lutour (en face) et du gave de Jéret (venant de la droite) à la Raillère.

Le gave naît de la collecte des eaux des oulettes d'Estom Soubiran où il sert d'émissaire au lac Glacé (2 565 m). Sous le nom de gave d'Estom Soubiran, il transite par le lac Couy (2 445 m), le lac des Oulettes d'Estom Soubiran (2 360 m), le lac de Labas (2 281 m) puis alimente le lac d'Estom (1 804 m). En aval de ce lac, le gave de Lutour se renforce des eaux des lacs d'Estibe Aute (2 328 m et 2 324 m)
En partie aval, il forme la « cascade du Lutour » juste avant de confluer avec le gave de Jéret au lieu-dit la Raillère (à 1 033 m d'altitude). Leur réunion forme le gave de Cauterets.
Le gave de Lutour est long de 12,4 km pour un bassin versant de 40 km2. Son parcours s'effectue en totalité sur la commune de Cauterets.

## Galerie d'images

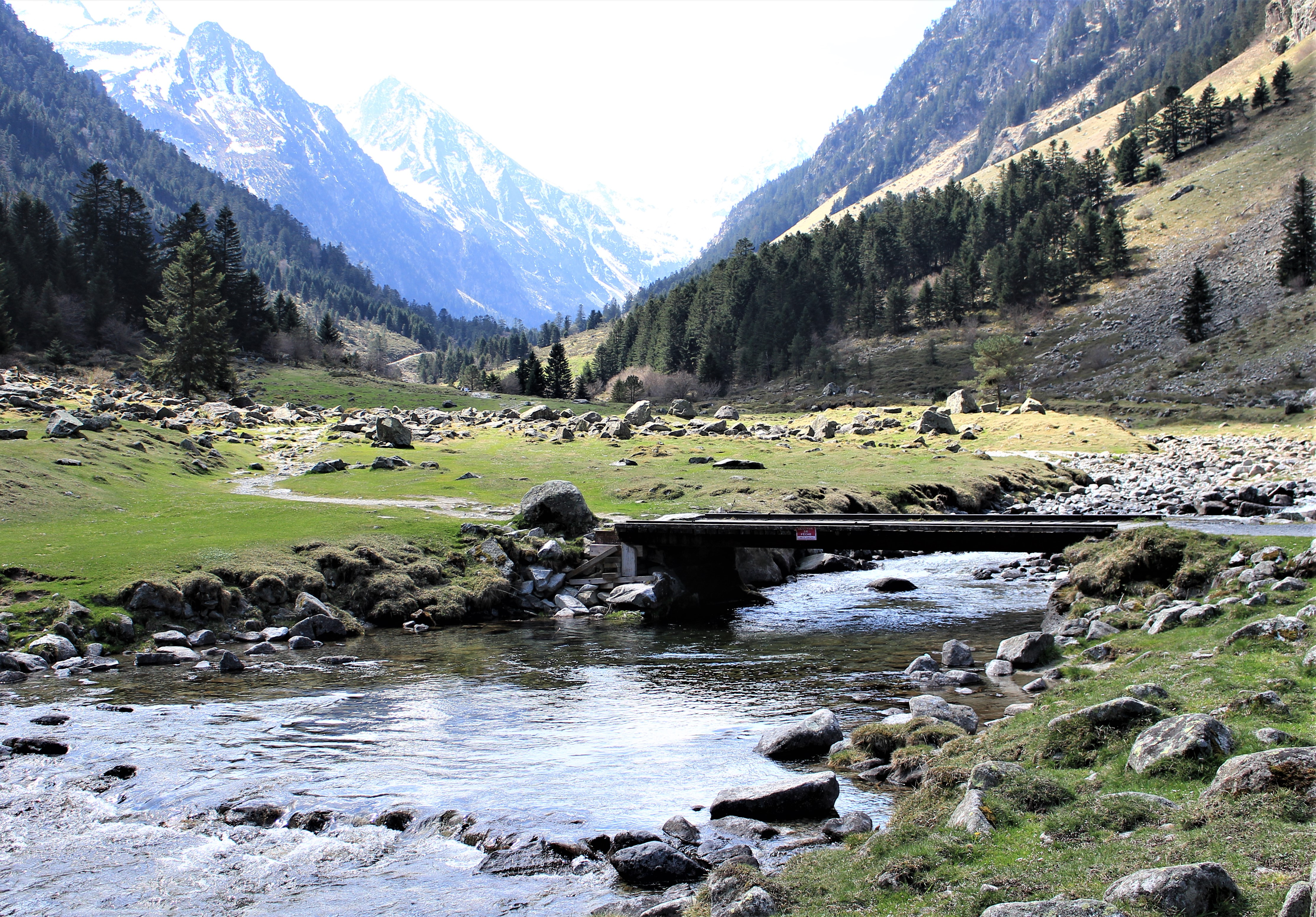
Le gave à la Fruitière.
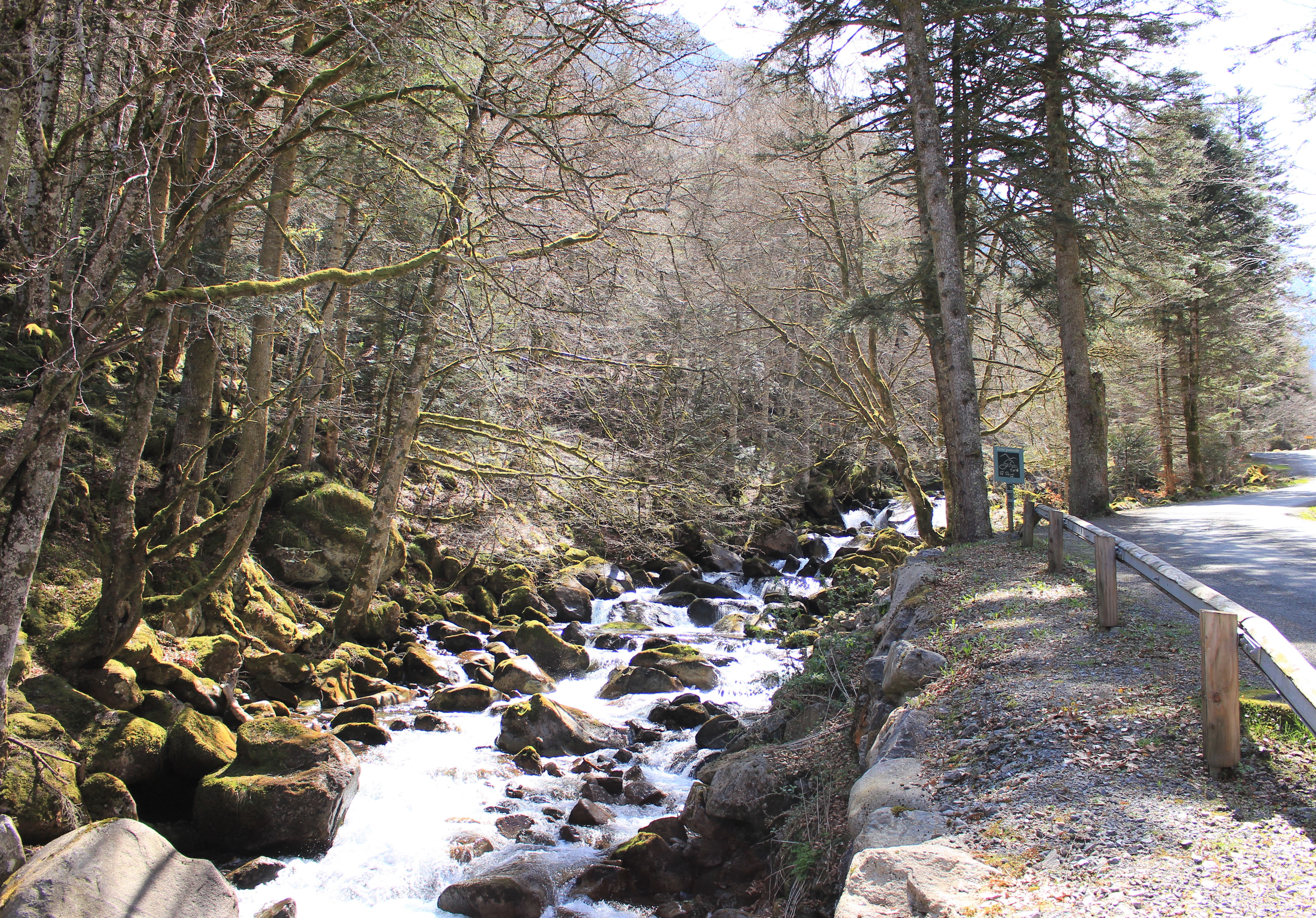
Le gave le long de la route de la Fruitière.